# Friends with Money
Friends with Money is een romantische dramafilm uit 2006, geschreven en geregisseerd door Nicole Holofcener. De productie ging op 7 april 2006 in première in Canada en Noord-Amerika, nadat de film op 19 januari van dat jaar voor het eerst werd vertoond op het Sundance Film Festival.

## Verhaal
Olivia (Jennifer Aniston) is een alleenstaande vrouw die als schoonmaakster werkt in Los Angeles om de eindjes aan elkaar te knopen. Ze wordt omringd door een vermogende vriendengroep. Deze bestaat uit de steenrijke huisvrouw Franny (Joan Cusack), die een groot trustfonds bezit en getrouwd is met Matt (Greg Germann), de met elkaar getrouwde scenarioschrijvers Christine (Catherine Keener) en David (Jason Isaacs) en modeontwerpster Jane (Frances McDormand) en haar man Aaron (Simon McBurney).
Hoewel iedereen onderling praat over de financiële situatie van Olivia, hebben haar vriendinnen ieder hun eigen problemen. Olivia is op zoek naar liefde en meer financiële ruimte, Franny's geërfde geld leidt tot meningsverschillen tussen haar en Matt over de besteding hiervan en Christines huwelijk gaat langzaam stuk doordat zij en David weinig aandacht voor elkaar hebben. Ondertussen blijkt Jane een wandelend brok frustratie die last heeft van de menopauze, onzeker is over haar leven en bij het minste of geringste dat haar niet aanstaat met Jan en alleman de confrontatie zoekt.
Fran wil Olivia een plezier te doen door haar een afspraakje te bezorgen met haar personal trainer, de gladde en zelfingenomen Mike (Scott Caan). Hoewel dit seksueel in het een en ander resulteert, raakt Olivia emotioneel niet onder de indruk en met reden, zoals na verloop van tijd blijkt. Wat dat betreft blijkt ze veel meer op één golflengte te zitten met de slonzige werkloze Marty (Bob Stephenson), wiens huis ze schoonmaakt. Hoewel het hem niet aan te zien is, is deze minimaal vermogend genoeg om een werkster te betalen, beseft Olivia. Wat betreft sociale vermogens is hij minder goed bedeeld, hoewel goedwillend.
Een ander onderwerp van gesprek bij de vrienden is Janes echtgenoot Aaron. Hoewel die heteroseksueel is, gedraagt hij zich enigszins vrouwelijk en is hij helemaal thuis in mode, stoffen en verzorgingsproducten. Wanneer hij bevriend raakt met de eveneens getrouwde doch dezelfde kenmerken én naam dragende Aaron (Ty Burrell), gaat hij alleen maar vaker over de tong.

## Rolverdeling
| Acteur            | Personage |
| ----------------- | --------- |
| Jennifer Aniston  | Olivia    |
| Joan Cusack       | Franny    |
| Catherine Keener  | Christine |
| Frances McDormand | Jane      |

## Trivia
- Wanneer Olivia verschillende winkeltjes met verzorgingsproducten afloopt om gratis monsterpotjes Lancôme-crème te verzamelen, probeert een van de verkoopsters haar andere producten aan te bieden. Zij wordt gespeeld door Elizabeth Keener, de jongere zus van Catherine (Christine).